# Flik 47
La Flik 47 (nome ufficiale Fliegerkompanie 47) era una delle unità dell'Impero austro-ungarico durante la prima guerra mondiale.

## Storia

### Prima guerra mondiale
La squadriglia fu creata a Strasshof an der Nordbahn in Austria e, dopo essersi formata il 1º giugno 1917, fu diretta al fronte orientale, dove aveva la sua base a Krasnice. Dopo un breve periodo, furono gettati sul fronte italiano a Villaco. Il 25 luglio 1917, l'intera forza aerea fu riorganizzata e riceve compiti di divisione (Divisions-Kompanie 47, Flik 47D) e poi (Fernaufklärer-Kompanie 47, Flik 47F), subordinata al quartier generale dell'Armata. Nel mese di ottobre, prese parte nella 14ª armata tedesca alla conquista della Battaglia di Caporetto e l'anno seguente combatté nella Battaglia del solstizio all'aeroporto di Pinzano al Tagliamento e come parte della sesta armata. La sua ultima base era Cordenons dove al 15 ottobre disponeva di 8 Hansa-Brandenburg C.I.
Dopo la guerra, l'intera aviazione austriaca fu liquidata.